# Gilbert Abbott à Beckett
Gilbert Abbott à Beckett (Londres, 9 de enero de 1811 - Boulogne-sur-Mer, Francia, 30 de agosto de 1856) fue un periodista, dramaturgo y escritor humorista británico.
Hijo de un abogado cuya familia decía ser descendiente de Thomas Becket, recibió su educación en leyes en la Westminster School. Editó Figaro in London y fue uno de los creadores de la revista Punch, donde contribuyó hasta su fallecimiento. Fue un activo periodista en The Times y The Mornig Herald, y contribuyó con pequeños artículos a The Illustrated London News. Desde 1846 dirigió Almanack of the Month y produjo unas quince obras, algunas de ellas dramatizaciones de los relatos cortos de Charles Dickens en colaboración con Mark Lemon. También escribió una Historia Cómica de Roma (1852) y una Historia Cómica de Inglaterra (1847-1848). Además escribió el libreto de dos óperas con música compuesta por su esposa Mary Anne à Beckett (apellido de soltera Glossop), Agnes Sorrel y Red Riding Hood.
En 1849 llegó a ser juez de primera instancia.
Dos de sus hijos, Gilbert Arthur à Beckett y Arthur William à Beckett fueron escritor y periodista respectivamente.